# João Cirilo Muniz
João Cirilo Muniz (Funchal, Madeira, (Portugal) 1818 - Niterói, estat de Rio de Janeiro, Brasil, 1874) fou un compositor i pianista portuguès.
Va ser professor del Conservatori de Rio de Janeiro, i deixà un Novo Methodo de canto e de vocalização, adoptat pel Conservatori de París, i un Breve compendio de musica.